# Liste der Bürgermeister und Oberbürgermeister von Schweinfurt
Die Liste der Bürgermeister und Oberbürgermeister der Stadt Schweinfurt versammelt die Stadtoberhäupter der kreisfreien, unterfränkischen Stadt Schweinfurt und ihre Stellvertreter. Bereits während der Zeit als Reichsstadt (bis 1803) übten die Bürgermeister eines der wichtigsten Ämter der Verwaltung aus. Ab dem 19. Jahrhundert stiegen sie nach und nach zum Chef der Stadtverwaltung und Vorsitzenden des Stadtrates auf.

## Historischer Hintergrund

### Bis zum Ende der Reichsstadt

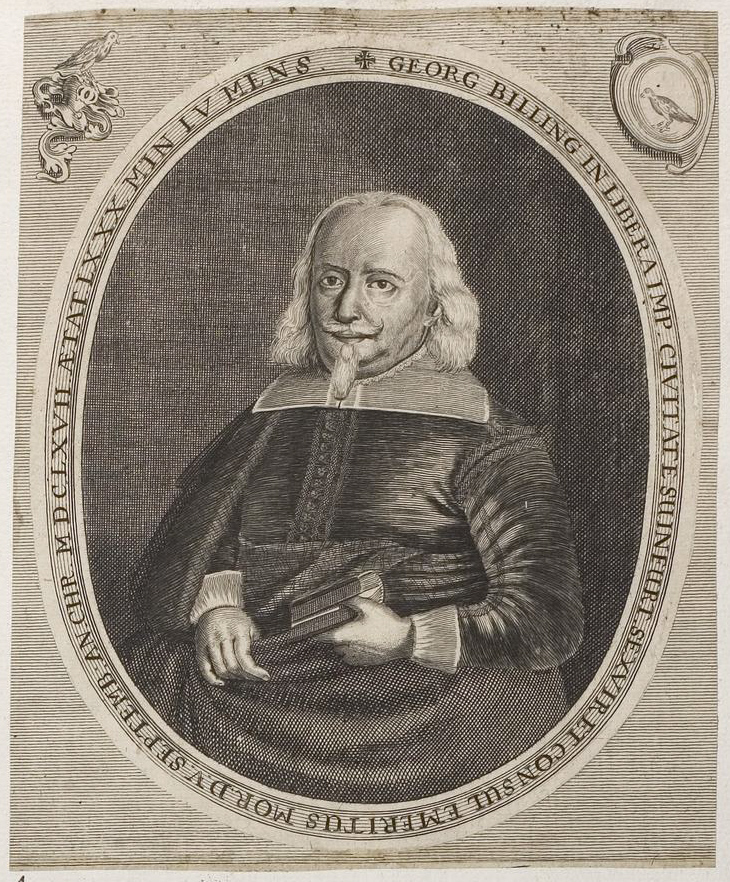
Der Bürgermeister Georg Billing (gen. 1642)

Die überlieferten Namen der Bürgermeister der Stadt Schweinfurt sind eng mit der Stadtgeschichte verbunden. Das sogenannte Zweite Stadtverderben am 13. Juni 1554 nach der Belagerung der Stadt im Zweiten Markgrafenkrieg brachte die weitgehende Vernichtung der Archivbestände in der Stadt. Deshalb haben sich die Namen der Ober- bzw. Unterbürgermeister erst ab der Mitte des 16. Jahrhunderts überliefert. Die Stadt besaß aber bereits vor ihrer Zerstörung eine voll ausgebildete Verwaltung mit einem Bürgermeister an der Spitze, vor dem Stadtverderben stand bereits Ludwig Schäffer senior als Oberbürgermeister an der Spitze der Stadt. Er starb während der Verwüstung.
Schweinfurt war während des Mittelalters und der Frühen Neuzeit eine Reichsstadt und damit lediglich dem Kaiser unterstellt. Ihre Bürgermeister und der Rat standen der städtischen Selbstverwaltung vor. Anders als in den abhängigen Städten der Umgebung besaß der Rat echte Gestaltungsmöglichkeiten. Der Oberbürgermeister führte den Vorsitz bei den Ratssitzungen und war gleichzeitig oberster Richter bei Stadtgerichtsverhandlungen. Viele von ihnen stiegen nach ihrer Amtszeit zu Reichsvögten auf, die über die Einhaltung der Reichsgesetze wachten.
Die Macht der Oberbürgermeister der Reichsstadt wurde durch komplizierte Wahlverfahren beschränkt. Um eine zu große Machtkonzentration auf eine Person zu vermeiden, wählte man zwischen 1554 und 1617 an zwei Terminen im Jahr immer einen anderen zum Oberbürgermeister, sodass eine einzelne Person immer nur etwa ein halbes Jahr ihr Amt innehatte. Ab dem Jahr 1617 erhöhte man die Wahltermine auf vier im Jahr, sodass vierteljährlich ein anderer dem Rat vorstand.
Nicht jeder Mann in der Stadt war wahlberechtigt, die Bürgermeister rekrutierten sich aus den bereits im Rat sitzenden Personen, die allein wahlberechtigt waren. Bis um 1565 war der sogenannte Zwölferrat verantwortlich für die Wahl der beiden Bürgermeister, ab der zweiten Hälfte des 16. Jahrhunderts rekrutierten sich die Oberbürgermeister aus dem Gremium der sogenannten Sechserherren. Die Unterbürgermeister waren Leiter des städtischen Polizeiamtes und für die innere Sicherheit in Schweinfurt verantwortlich. Sie kamen aus dem Rat der 24.

### Bis heute
Nach dem Ende der Reichsstadtherrlichkeit durch die Mediatisierung im Jahr 1803 kam es nicht zu einem vollständigen Austausch der Verantwortlichen an der Spitze Schweinfurts. Stattdessen besetzten auch weiterhin die Männer aus dem Sechserstand das Amt des Bürgermeisters. Erst 1814 wurde Schweinfurt endgültig Teil des Königreichs Bayern. Mit dem Zweiten Gemeindeedikt erfuhr auch die Verwaltung eine bayernweite Vereinheitlichung.

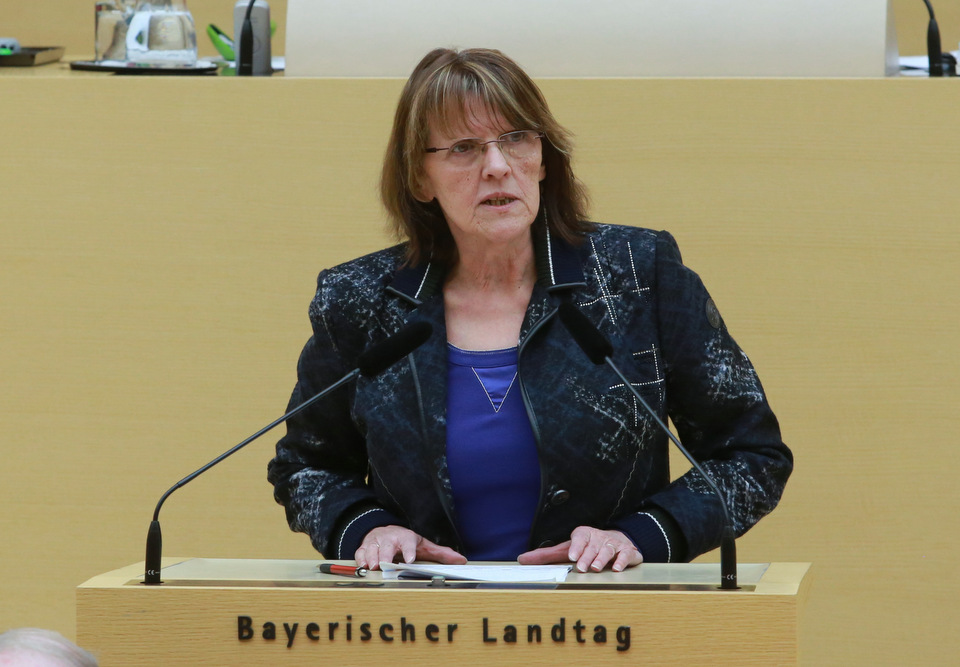
Die 3. Bürgermeisterin Kathi Petersen (2011–2014)

Nach dem Zensuswahlrecht wählten die Männer der Stadt den Gemeindeausschuss, der aus den sogenannten Gemeindebevollmächtigten bestand. Hierzu wurden allerdings zunächst Wahlmänner bestimmt. Die Bevollmächtigten wählten wiederum den Magistrat, dem der Bürgermeister vorstand. Ab 1821 bestand das Kollegium aus 24 Mitgliedern und setzte sich aus bürgerlichen und rechtskundigen Räten zusammen. In Schweinfurt wurden zunächst zwei bürgerliche Räte zum Bürgermeister ernannt. Mit Carl Cramer und seinen Nachfolgern gelangten drei rechtskundige Räte in das Amt.
Mit der Gemeindeordnung von 1869 erfuhren die Bürgermeister eine Stärkung. Da Schweinfurt über 10.000 Einwohner hatte, erhielt der Bürgermeister einen Stellvertreter an seine Seite. Die Bezeichnungen unterschieden nun zwischen dem Ersten und dem Zweiten Bürgermeister. Der Bürgermeister hatte eine sehr starke Stellung und war Vorsitzender des Magistrats und zugleich Leiter der Stadtverwaltung. Erst 1919 verloren die Schweinfurter Bürgermeister gegenüber dem jetzt Stadtrat genannten Magistrat an Einfluss.
Während der nationalsozialistischen Diktatur wurde die Verwaltung auf das Führerprinzip umgestellt. In Schweinfurt setzte man 1933 den bisherigen Bürgermeister Benno Merkle ab, als dieser in Würzburg interniert war. Nach dem Zweiten Weltkrieg setzten zunächst die amerikanischen Besatzer den Bürgermeister ein und wählten hierfür den unbelasteten Prokuristen Otto Stoffers, ab 1946 erhielt der Stadtrat wieder seine ursprüngliche Rolle.
Die Gemeindeordnung von 1952 gab den Bürgermeistern der Stadt wieder eine starke Position. Der Oberbürgermeister der kreisfreien Stadt Schweinfurt ist Vorsitzender des Stadtrats und zugleich Chef der Stadtverwaltung. Außerdem repräsentiert er die Stadt nach außen und setzt zwei Stellvertreter ein. Die Bürgermeister werden alle fünf Jahre gewählt. Besonders einschneidend war 1992 die Wahl von Gudrun Grieser (CSU), mit der die jahrzehntelange Dominanz der SPD in der Stadt endete.

## Listen

### Bürgermeister der Frühen Neuzeit

#### 1554 bis 1617
Der Liste liegt der Aufsatz die Ober- und Unterbürgermeister der Reichsstadt Schweinfurt von Erich Saffert aus dem Jahr 1951 zugrunde. Für Ergänzungen wurde das Grundlagenwerk Verzeichniß der Bürgermeister, Räthe und Gemeindebevollmächtigen der Stadt Schweinfurt von Ludwig Schubert aus dem Jahr 1888 herangezogen, das allerdings an vielen Stellen ungenau ist. Daneben wurde auf die Zusammenstellung von Otto Mohr, Rat der Reichsstadt Schweinfurt zurückgegriffen.
Die Liste ist nach den Amtszeiten geordnet, wobei die Buchstaben Hinweise auf das Wahlhalbjahr geben (L = Luciae, W = Walpurgis).
Zwischen dem Zweiten Stadtverderben 1554 und dem Jahr 1617 wurden die Bürgermeister zweimal im Jahr gewählt. Die Wahlen wurden an den Gedenktagen der Heiligen Lucia (13. Dezember) und am Walpurgistag (1. Mai) bzw. als Walpurgiswahl um Pfingsten herum vollzogen, sodass sich die Amtszeiten jeweils über etwa ein Halbjahr erstreckten. Bemerkenswert ist die Häufung von Amtszeiten einiger Personen. Selten besetzte ein Mann dasselbe Amt ein ganzes Jahr oder länger, wohl um Machtakkumulationen zu verhindern.
| Amtszeit (W bzw. L) | Name Oberbürgermeister | Name Unterbürgermeister | Anmerkungen/Biografisches                                                                                      |
| ------------------- | ---------------------- | ----------------------- | --- |
| 1554 (W)            | Johann Gering          | Jakob Holzapfel         | versterben beide im Amt zur Zeit des Zweiten Stadtverderbens                                                   |
| 1554 (W)            | Hermann Hartlaub       | Johann Zösch            | Ersatzleute nach Tod Gering/Holzapfel, Hartlaub: bis 1565 kurpfälzischer Untervogt                             |
| 1554 (L)            | Hans Biedermann        | Kaspar Zirkel           | |
| 1555 (W)            | Konrad Zeitlos         | Hans Berger             | Zeitlos: nach 1565 kurpfälzischer Untervogt, erster bürgerlicher Reichsvogt                                    |
| 1555 (L)            | Valentin Zeiß          | Peter Junghaus          | |
| 1556 (W)            | Valentin Wehner        | Kilian Göbel            | Wehner: Förderer des Wiederaufbaus nach dem Stadtverderben, Leiter des reichsstädtischen Bau-Amtes, Reichsvogt |
| 1556 (L)            | Johann Zösch           | Hans Schweinfurter      | |
| 1557 (W)            | Georg Fuchs            | Hans Binz               | |
| 1557 (L)            | Konrad Zeitlos         | Endres Dampfinger       | |
| 1558 (W)            | Johann Zösch           | Nikolaus Fend           | |
| 1558 (L)            | Wolf Eben              | Melchior Uhl            | |
| 1559 (W)            | Valentin Zeiß          | Kaspar Olsper           | |
| 1559 (L)            | Kilian Göbel           | Johann Müller           | |
| 1560 (W)            | Valentin Wehner        | Erhard Heberer          | Heberer: Vater des Stadtschreibers und Historiographen Johann Heberer                                          |
| 1560 (L)            | Georg Fuchs            | Hans Binz               | |
| 1561 (W)            | Konrad Zeitlos         | Johann Heusinger        | Heusinger: auch Hans Berger, genannt Heusinger                                                                 |
| 1561 (L)            | Kilian Göbel           | Mathes Österreicher     | |
| 1562 (W)            | Wolf Eben              | Erhard Heberer          | |
| 1562 (L)            | Valentin Wehner        | Hans Merten             | |
| 1563 (W)            | Valentin Zeiß          | Johann Müller           | |
| 1563 (L)            | Konrad Zeitlos         | Wolf Kremer             | |
| 1564 (W)            | Wolf Eben              | Barthel Vogt            | |
| 1564 (L)            | Kilian Göbel           | Konrad Senf             | Senf: Halbbruder von Kilian Sinapius, Johann Sinapius                                                          |
| 1565 (W)            | Valentin Wehner        | Johann Schopper         | |
| 1565 (L)            | Johann Schweinfurter   | Mathes Österreicher     | |
| 1566 (W)            | Peter Junghans         | Johann Merten           | |
| 1566 (L)            | Wolf Eben              | Johann Fischer          | |
| 1567 (W)            | Kilian Göbel           | Johann Kuffner          | |
| 1567 (L)            | Valentin Wehner        | Jakob Zenglein          | |
| 1568 (W)            | Johann Schweinfurter   | Paul Rosa               | Rosa: Schulmeister in Schweinfurt, später Reichsvogt                                                           |
| 1568 (L)            | Peter Junghans         | Mathes Österreicher     | |
| 1569 (W)            | Kilian Göbel           | Johann Merten           | |
| 1569 (L)            | Valentin Wehner        | Alexander Hartmann      | |
| 1570 (W)            | Wolf Eben              | Johann Marold           | |
| 1570 (L)            | Johann Schweinfurter   | Jakob Zenglein          | |
| 1571 (W)            | Peter Junghans         | Johann Schopper         | |
| 1571 (L)            | Kilian Göbel           | Zacharias Moibanus      | Moibanus: * in Breslau, Magister, Rektor der Lateinschule, Sohn Martin hier Konrektor                          |
| 1572 (W)            | Valentin Wehner        | Alexander Hartmann      | |
| 1572 (L)            | Wolf Eben              | Johann Merten           | |
| 1573 (W)            | Johann Schweinfurter   | Stephan Raßmann         | Raßmann: Tod während Amtszeit                                                                                  |
| 1573 (W)            | Johann Schweinfurter   | Alexander Hartmann      | Hartmann: ersetzt Stephan Raßmann                                                                              |
| 1573 (L)            | Peter Junghans         | Hans Beßler             | Beßler: auch Benßlein                                                                                          |
| 1574 (W)            | Konrad Senf            | Johann Fischer          | |
| 1574 (L)            | Wolf Kremer            | Paul Rosa               | |
| 1575 (W)            | Valentin Wehner        | Alexander Hartmann      | |
| 1575 (L)            | Kilian Göbel           | Christoph Barth         | |
| 1576 (W)            | Peter Junghans         | Ludwig Scheffer         | |
| 1576 (L)            | Paul Rosa              | Johann Beßler           | |
| 1577 (W)            | Wolf Kremer            | Urban Fend              | |
| 1577 (L)            | Hans Binz              | Christoph Barth         | |
| 1578 (W)            | Kilian Göbel           | Christoph Krebs         | Krebs: * in Münnerstadt, vor 1573 nach Schweinfurt, 1633 Reichsvogt                                            |
| 1578 (L)            | Peter Junghans         | Alexander Hartmann      | |
| 1579 (W)            | Paul Rosa              | Valentin Grau           | |
| 1579 (L)            | Wolf Kremer            | Ludwig Scheffer         | |
| 1580 (W)            | Hans Binz              | Georg Hueler            | |
| 1580 (L)            | Kilian Göbel           | Linhard Sparwasser      | |
| 1581 (W)            | Peter Junghans         | Alexander Hartmann      | |
| 1581 (L)            | Johann Fischer         | Christoph Barth         | |
| 1582 (W)            | Paul Rosa              | Johann Schopper         | |
| 1582 (L)            | Wolf Kremer            | Johann Holzapfel        | |
| 1583 (W)            | Matthes Österreicher   | Johann Höllerich        | |
| 1583 (L)            | Peter Junghans         | Johann Riegler          | |
| 1584 (W)            | Hans Binz              | Lorenz Göbel            | |
| 1584 (L)            | Johann Fischer         | Alexander Hartmann      | |
| 1585 (W)            | Paul Rosa              | Ludwig Scheffer         | |
| 1585 (L)            | Wolf Kremer            | Philipp Widtmann        | Widtmann: evtl. Organist                                                                                       |
| 1586 (W)            | Peter Junghans         | Georg Hueler            | |
| 1586 (L)            | Matthes Österreicher   | Johann Holzapfel        | |
| 1587 (W)            | Johann Fischer         | Hans Heimbeck           | |
| 1587 (L)            | Wolf Kremer            | Wolf Rüdiger            | Rüdiger: auch Rügheimer, 1583 aus Euerdorf                                                                     |
| 1588 (W)            | Peter Junghans         | Philipp Widtmann        | |
| 1588 (L)            | Matthes Österreicher   | Johann Höllerich        | |
| 1589 (W)            | Urban Fend             | Wolf Rüdiger            | |
| 1589 (L)            | Johann Fischer         | Johann Holzapfel        | |
| 1590 (W)            | Peter Junghans         | Philipp Kurtz           | |
| 1590 (L)            | Wolf Kremer            | Johann Schopper         | |
| 1591 (W)            | Matthes Österreicher   | Johann Höllerich        | |
| 1591 (L)            | Christoph Barth        | Johann Holzapfel        | |
| 1592 (W)            | Johann Fischer         | Georg Spohn             | Spohn: später Reichsvogt                                                                                       |
| 1592 (L)            | Peter Junghans         | Philipp Kurtz           | Junghans: Tod während Amtszeit, 13. April 1593                                                                 |
| 1592 (L)            | Johann Fischer         | Philipp Kurtz           | Fischer: † 16. Oktober 1593                                                                                    |
| 1593 (W)            | Wolf Kremer            | Andreas Iff             | |
| 1593 (L)            | Ludwig Scheffer        | Philipp Widtmann        | |
| 1594 (W)            | Matthes Österreicher   | Kaspar Pfister          | |
| 1594 (L)            | Lorenz Göbel           | Wolf Rüdiger            | |
| 1595 (W)            | Christoph Barth        | Martin Röder            | |
| 1595 (L)            | Wolf Kremer            | Johann Holzapfel        | |
| 1596 (W)            | Ludwig Scheffer        | Jakob Schrimpf          | Schrimpf: Buchbinder und -drucker                                                                              |
| 1596 (L)            | Matthes Österreicher   | Georg Spohn             | |
| 1597 (W)            | Lorenz Göbel           | Philipp Widtmann        | |
| 1597 (L)            | Georg Hueler           | Wolf Rüdiger            | |
| 1598 (W)            | Christoph Barth        | Martin Röder            | |
| 1598 (L)            | Wolf Kremer            | Johann Holzapfel        | |
| 1599 (W)            | Ludwig Scheffer        | Erhard Schneider        | |
| 1599 (L)            | Lorenz Göbel           | Jakob Göbel             | |
| 1600 (W)            | Georg Hueler           | Jobst Rüdiger           | |
| 1600 (L)            | Johann Höllerich       | Jakob Schrimpf          | |
| 1601 (W)            | Georg Spohn            | Georg Dain              | |
| 1601 (L)            | Johann Holzapfel       | Marx Albert             | |
| 1602 (W)            | Lorenz Göbel           | Elias Schamroth         | Schamroth: Flucht aus Dettelbach wegen Konfession                                                              |
| 1602 (L)            | Alexander Plaß         | Johann Kremer           | Kremer: zugleich auch im Kanzleidienst, Sohn des Magisters Johannes Kremer                                     |
| 1603 (W)            | Johann Höllerich       | Wolf Uhl                | |
| 1603 (L)            | Georg Spohn            | Hans Thain              | |
| 1604 (W)            | Philipp Widtmann       | Daniel Gehring          | |
| 1604 (L)            | Johann Holzapfel       | Johann Geißler          | |
| 1605 (W)            | Lorenz Göbel           | Paul Schwertmann        | |
| 1605 (L)            | Wolf Rüdiger           | Hans Bauer              | |
| 1606 (W)            | Johann Höllerich       | Erhard Schneider        | |
| 1606 (L)            | Georg Spohn            | Balthasar Rüffer        | Rüffer: Flucht aus Würzburg wegen Konfession, 1636 Reichsvogt                                                  |
| 1607 (W)            | Philipp Widtmann       | Bastian Teufel          | |
| 1607 (L)            | Johann Holzapfel       | Hans Thain              | |
| 1608 (W)            | Johann Höllerich       | Valentin Schneeberger   | |
| 1608 (L)            | Andreas Iff            | Johann Kremer           | |
| 1609 (W)            | Wolf Rüdiger           | Hans Thain              | |
| 1609 (L)            | Georg Spohn            | Elias Schamroth         | |
| 1610 (W)            | Philipp Widtmann       | Valentin Schneeberger   | |
| 1610 (L)            | Johann Holzapfel       | Johann Geißler          | Holzapfel: Tod im Amt                                                                                          |
| 1610 (L)            | Philipp Widtmann       | Johann Geißler          | |
| 1611 (W)            | Johann Höllerich       | Christoph Krebs         | |
| 1611 (L)            | Andreas Iff            | Andreas Morshäuser      | |
| 1612 (W)            | Wolf Rüdiger           | Daniel Kornacher        | |
| 1612 (L)            | Martin Röder           | Georg Layens            | Layens: evtl. auch Thain o. ä.                                                                                 |
| 1613 (W)            | Philipp Widtmann       | Melchior Göbel          | |
| 1613 (L)            | Jobst Rüdiger          | Balthasar Rüffer        | |
| 1614 (W)            | Andreas Iff            | Johann Merck            | Merck: Flucht aus Hammelburg, 1637 Reichsvogt                                                                  |
| 1614 (L)            | Wolf Rüdiger           | Johann Thain            | |
| 1615 (W)            | Georg Thain            | Johann Geißler          | |
| 1615 (L)            | Martin Röder           | Melchior Göbel          | |
| 1616 (W)            | Jobst Rüdiger          | Bastian Teufel          | |
| 1616 (L)            | Andreas Iff            | Kaspar Martin           | |
| 1617 (W)            | Philipp Widtmann       | Karl Holtzschuh         | |

#### 1617 bis 1803
Die Liste orientiert sich am Verzeichniß der Bürgermeister, Räthe und Gemeindebevollmächtigten der Stadt Schweinfurt von Ludwig Schubert. Die Zusammenstellung Schuberts greift allerdings nur das Wahljahr der ersten Amtszeit des jeweiligen Bürgermeisters auf und differenziert nicht zwischen Ober- und Unterbürgermeister. Dies erklärt die teilweise vorhandene Dopplung der Jahreszahlen. In diesem Fall sind die beiden Bürgermeister nach ihren Nachnamen alphabetisch geordnet.
Die Fehljahre in der Tabelle können mit einer zweiten Wahl eines bereits vorher erwähnten Mannes erklärt werden, da sich der Bürgermeister weiterhin nur aus den wenigen Ratsmitgliedern rekrutierte. Um einen möglichen Kandidaten herauszustellen, wurde in der Tabelle das Ausscheiden der jeweiligen Person aus dem Rat vermerkt. Zwischen seiner ersten Wahl zum Bürgermeister und seinem Ausscheiden kann ein Rat nochmals Bürgermeister gewesen sein. Hierzu wurde die Internetseite über den Rat der Reichsstadt Schweinfurt vergleichend herangezogen.
Zwischen dem zweiten Halbjahr 1617 und der Auflösung der Reichsstadt im Jahr 1803 wurden die beiden Bürgermeister viermal im Jahr gewählt, sodass eine große Fluktuation unter den Ratsherren stattfand. In dieser Zeit kristallisierten sich auch Familien heraus, deren Mitglieder im Laufe mehrerer Jahrzehnte immer wieder das Bürgermeisteramt innehatten. Zu erwähnen sind hier die Fehr, die Glock, die Körnacher, die Stöhr und die Weselius.
| Beginn Erste Amtszeit | Ausscheiden Rat | Name Bürgermeister                         | Anmerkungen/Biografisches                                                                                            |
| --------------------- | --------------- | ------------------------------------------ | --- |
| 1619                  | 1633            | Christoph Krebs                            | * 17. Dezember 1575, Jurist, Reichsvogt 1633, † 1635                                                                 |
| 1619                  | 1635            | Caspar Martin                              | auch Kaspar Martin, * 1572, Kannengießer, † 1635                                                                     |
| 1619                  | 1635            | Balthasar Rüffer                           | * 23. Oktober 1569 in Würzburg, Kaufmann, † 1637                                                                     |
| 1620                  | 1627            | Melchior Göbel                             | * 1565, Notar, † 1627                                                                                                |
| 1627                  | 1632            | Georg Ley                                  | Kastner im Ebracher Hof, † 1632                                                                                      |
| 1628                  | 1637            | Johann Merck                               | * 17. März 1573 wohl in Hammelburg, Bärenwirt, Reichsvogt 1637, † 30. Dezember 1642                                  |
| 1629                  | 1631            | Andreas Gräff                              | auch Andreas Graf, * 1573 wohl in Obereschenbach, Verwalter, † 6. Oktober 1631                                       |
| 1631                  | 1634            | Johann Albrecht                            | * 22. Februar 1586, Jurist, † 21. Oktober 1634                                                                       |
| 1632                  | 1635            | Johann Lindemann                           | * wohl in Karlstadt, Händler, † 25. September 1635                                                                   |
| 1632                  | 1633            | Wilhelm Stahl                              | * 8. Januar 1581 in Würzburg, Jurist, † 6. Januar 1633                                                               |
| 1633                  | 1636            | Leonhard Bausch                            | * 23. September 1574, Stadtphysicus, † 11. August 1636                                                               |
| 1633                  | 1642            | Balthasar Schäffer                         | auch Balthasar Scheffer, † 22. März 1642                                                                             |
| 1634                  | 1643            | Jonas Wehner                               | 11. Oktober 1586 wohl in Neustadt, Pädagoge, Reichsvogt 1643, † 8. März 1646                                         |
| 1635                  | 1656            | Johann Glock                               | * 1. März 1592 in Nordheim am Main, Jurist, Schriftsteller, Reichsvogt 1656, † 10. Dezember 1661                     |
| 1635                  | 1646            | Johann Hermann                             | * 3. Mai 1586, Eisenkramer, deutscher Schulhalter, Reichsvogt 1646, † 26. September 1656                             |
| 1636                  | 1657            | Georg Wohlfarth                            | auch Georg Wohlfahrt, * 1570 in Rottenburg am Neckar, Barbier und Wundarzt, † 1657                                   |
| 1637                  | 1638            | Willibald Schuler                          | * 1579, Händler, † 1638                                                                                              |
| 1642                  | 1667            | Georg Billing                              | * wohl in Kitzingen, Goldschmied, † 1667                                                                             |
| 1643                  | 1654            | Caspar Reinhard                            | auch Kaspar Reinhard, * 8. April 1600 wohl in Wetzhausen, Tuscherer oder Zehntkeller, † 22. Januar 1654              |
| 1646                  | 1662            | Alexander Pfister                          | * 1598, Säckler, Reichsvogt 1662, † 1664                                                                             |
| 1654                  | 1671            | Georg Ludwig Segniz                        | * 23. September 1605 in Kitzingen, Jurist, Reichsvogt 1671, † 1672                                                   |
| 1654                  | 1657            | Christoph Athanasius Trautwein             | † 1657 |
| 1656                  | 1663            | Johann Erhard Heberer                      | * 1. März 1603, Händler, ab 1631 schwedischer Administrator des Amtes Mainberg, † 29. Dezember 1663                  |
| 1657                  | 1670            | Johann Heinrich Bausch                     | * 14. März 1608, Apotheker, † 21. August 1670                                                                        |
| 1657                  | 1664            | Caspar Schamroth                           | * 1605, Reichsvogt 1664, † 1671                                                                                      |
| 1662                  | 1667            | Sebastian Heller                           | * 1610, Jurist, † 1667                                                                                               |
| 1664                  | 1672            | Johann Michael Fehr                        | * 9. Mai 1610 wohl in Kitzingen, Physikus, Reichsvogt 1672, † 1688                                                   |
| 1664                  | 1688            | Justus Friedrich Schöner                   | * 29. April 1614, Jurist, fürstlich-darmstädtischer Rat, Reichsvogt 1688, † 1691                                     |
| 1667                  | 1675            | Michael Engelhardt                         | auch Michael Engelhard, * 1. September 1607 wohl in Laudenbach, Händler, † 1675                                      |
| 1667                  | 1678            | Augustin Thein                             | auch Augustinus Thein, * wohl in Mainstockheim, Händler, † 1678                                                      |
| 1670                  | 1680            | Christian Schraut                          | * wohl in Obereisenheim, Publizist und Kanzlist, † 1680                                                              |
| 1671                  | 1673            | Johann Caspar Schneider (Gürtler)          | auch Johann Kaspar Schneider, * 1616, Gürtler, Siegel- und Wappenschneider, † 1673                                   |
| 1672                  | 1684            | Johann Hartlaub                            | * 1625, Kramhändler, † 1684                                                                                          |
| 1673                  | 1678            | Johann Matthäus Beßler                     | * 1617, Kastner im Ebracher Hof, † 1678                                                                              |
| 1675                  | 1677            | Joachim Christoph Stöhr                    | * 10. Februar 1624, Jurist, ritterschaftlicher Syndicus, † 1677                                                      |
| 1677                  | 1683            | Valentin Daniel Körnacher                  | * 1626, Jurist, † 1683                                                                                               |
| 1677                  | 1680            | Heinrich Raßdörffer                        | * 1625, Weißbeck, † 1680                                                                                             |
| 1678                  | 1690            | Elias Schmidt                              | * 19. Juli 1630, Dr. med. et Dr. phil., Physicus, † 2. März 1690                                                     |
| 1680                  | 1684            | Leonhard Wilhelm Faber                     | * 1628, Jurist, † 1684                                                                                               |
| 1680                  | 1691            | Paulus Miltenberger                        | * in Mainbernheim, Händler, Reichsvogt 1691, † um 1694                                                               |
| 1683                  | 1694            | Wolff Adam Schöpff                         | * in Wunsiedel, Händler, Reichsvogt 1694, † 1708                                                                     |
| 1684                  | 1703            | Wolff Adam Gropp                           | * 12. Februar 1630 in Wunsiedel, Händler, † 1703 im Schweinfurter Rathaus                                            |
| 1684                  | 1705            | Johann Laurentius Prätorig                 | auch Johann Laurentius Praetorius genannt Schopper, * 1645, Jurist, † 1705                                           |
| 1688                  | 1704            | Johann Adam Kleemeyer                      | Händler, † 1704 |
| 1690                  | 1703            | Friedrich Daniel Schattenmann              | auch Friedrich Daniel Schattemann, Jurist, Zehntkeller, † 1703                                                       |
| 1691                  | 1708            | Johann Elias Kirch                         | * 1643, Händler, Reichsvogt 1708, † 1723                                                                             |
| 1694                  | 1698            | Johann Caspar Gerlach                      | auch Johann Kaspar Gerlach, * 1623, Provisor, Apotheker, † 1698                                                      |
| 1699                  | 1706            | Justus Friedrich Cramer                    | * 1645, Jurist, † 11. Februar 1706                                                                                   |
| 1703                  | 1706            | Johann Laurentius Fehr                     | * 1646, Physicus, † 1706                                                                                             |
| 1703                  | 1723            | Georg Christoph Stöhr                      | * 1654, Jurist, Reichsvogt 1723, † 1733                                                                              |
| 1704                  | 1720            | Johann Tauber                              | * 1651, Jurist, † 1720                                                                                               |
| 1705                  | 1724            | Johann Heinrich von Bottelsberg            | * 1651 in Gent, Jurist, † 1724                                                                                       |
| 1706                  | 1730            | Johann Heinrich Engelhardt                 | auch Johann Heinrich Engelhard, * 1654, Jurist, Protoscholarcha, † 1730                                              |
| 1707                  | 1715            | Johann Caspar Schneider (Petschierstecher) | auch Johann Kaspar Schneider, * 1649, Petschierstecher, Steinschneider, Gürtler, † 1715                              |
| 1708                  | 1723            | Johann Heinrich Schmidt                    | * 1660, Dr. med., Physicus, Professor, † 1723                                                                        |
| 1715                  | 1717            | Johann Andreas Schuler                     | * 1648, Jurist, † 1717                                                                                               |
| 1717                  | 1730            | Johann Körnacher                           | * 1655, Jurist, † 1730                                                                                               |
| 1720                  | 1733            | Johann Caspar Fehr                         | auch Johann Kaspar Fehr, * 1668, Physicus, Reichsvogt 1733, † 1739                                                   |
| 1723                  | 1739            | Johann Wilhelm Besserer                    | * 1674, wohl Jurist, Reichsvogt 1739, † 1744                                                                         |
| 1723                  | 1724            | Johann Heinrich Glock                      | * 1668, Jurist, ritterschaftlicher Kassier des Kantons Baunach, † 1724                                               |
| 1724                  | 1749            | Johann Christoph Baumgärtner               | Jurist, Syndicus, † 1. August 1749                                                                                   |
| 1724                  | 1744            | Kilian Metzger                             | auch Kilian Elias Metzger, Notar, Publizist, Reichsvogt 1744, † 1746                                                 |
| 1730                  | 1731            | Johann Balthasar Gottwald                  | Jurist, Advokat, † 1731                                                                                              |
| 1730                  | 1746            | Josef Heinrich Mayer                       | auch Johann Heinrich von Meyern, Consulent, brandenburgisch-ansbachischer Hofrat, Reichsvogt 1746, † 1775            |
| 1731                  | 1740            | Johann Kaspar Bocris                       | Jurist, † 1740 |
| 1733                  | 1746            | Johann Georg Gampert                       | * wohl Lindau, Händler, Kastner im Ebracher Hof, † 1746                                                              |
| 1739                  | 1750            | Johann Georg Besserer                      | * 1692, Jurist, † 1750                                                                                               |
| 1740                  | 1758            | Johann Michael Maroldt                     | auch Johann Michael Marold, * 1680, Notar, Kanzlist, Botenmeister, † 1758                                            |
| 1744                  | 1755            | Johann Daniel Riehm                        | auch Johann Daniel Riem, * 1680, Jurist, Visierer, † 1755                                                            |
| 1746                  | 1759            | Johann Philipp Cramer                      | * 1695, Amtsverweser in Niederwerrn, † 1759                                                                          |
| 1746                  | 1754            | Georg Pancratius Miehling                  | auch Georg Pankraz Mieling, * wohl in Mühlhausen, Verwalter in Niederwerrn, † 1754                                   |
| 1750                  | 1763            | Christoph Paul Goll                        | auch Paul Christoph Goll, * 1698, Jurist, Visierer, Ungeldschreiber, † um 1763                                       |
| 1752                  | 1769            | Johann Friedrich Weselius                  | * 1689, Hofrat, † 1769                                                                                               |
| 1754                  | 1768            | Johann Heinrich Kleibert                   | * 1702, Jurist, † 1768                                                                                               |
| 1755                  | 1768            | Johann Georg Hoz                           | auch Johann Georg Hotz, * 1710, Jurist, † 1768                                                                       |
| 1758                  | 1759            | Wolfgang Adam Wohlkamm                     | auch Wolfgang Adam Wohlkomm, * 31. Dezember 1697, Jurist, † 1759                                                     |
| 1759                  | 1775            | Philipp Ernst Scheck                       | auch Philipp Ernst von Scheck, hohenlohe-schillingsfürstlicher Hofrat, Rhön-Werra Consulent, Reichsvogt 1775, † 1781 |
| 1759                  | 1762            | Johann Martin Stör                         | auch Johann Martin Stöhr, * 1692, Händler, † 1762                                                                    |
| 1762                  | 1779            | Adam Heinrich Schmidt                      | * 1702, Jurist, † 1779                                                                                               |
| 1763                  | unklar          | Johann Wolfgang Friedrich Benele           | |
| 1763                  | 1777            | Johann Andreas Glock                       | * 1703, Kanzlist, Botenmeister, † 1777                                                                               |
| 1765                  | 1770            | Georg Christoph Segniz                     | auch Georg Christoph Segnitz, * 1712, Jurist, † 1770                                                                 |
| 1768                  | 1781            | Georg Philipp Will                         | * 1711, Dr. med., Reichsvogt 1781, † 1786                                                                            |
| 1769                  | 1786            | Johann Georg Freytag                       | auch Johann Georg Freitag, * 1714, Jurist, Reichsvogt 1786, † 1797                                                   |
| 1770                  | 1795            | Johann Wilhelm Englert                     | * 1724, Jurist, † 1795                                                                                               |
| 1775                  | 1780            | Georg Andreas Göbel                        | * 1709, Jurist, † 1780                                                                                               |
| 1780                  | 1781            | Johann Elias Stepf                         | * 1726, Jurist, † 1781                                                                                               |
| 1781                  | 1787            | Johann Michael Imhoff                      | auch Johann Michael Imhof, * wohl in Schwebheim, Prokurator, † 1787                                                  |
| 1781                  | 1797            | Gottlieb Christoph Körnacher               | auch Christoph Gottlieb Körnacher, * wohl in Schlesien, Notar, Sekretär, † um 1797                                   |
| 1786                  | 1797            | Georg David Heunisch                       | * 1724, Jurist, Reichsvogt 1797, † 2. Mai 1805                                                                       |
| 1787                  | 1798            | Paul Christian Rosenbusch                  | * 1722, Jurist, † 1798                                                                                               |
| 1795                  | 1797            | Johann Christoph Brenner                   | * 28. Oktober 1733 im Coburger Land, sachsen-coburgischer Hofrat, Syndicus, † 13. September 1798                     |
| 1797                  | um 1797         | Christian Friedrich Weselius               | auch Johann Christian Friedrich Weselius, * 1742, Prozessrat, Jurist, † 22. März 1809                                |
| 1797                  | nach 1803       | Johann Caspar Cramer                       | nach 1803 ebenfalls Bürgermeister, * 1731, Jurist, Vormundschreiber, † 1805                                          |
| 1798                  | um 1798         | Johann Volpert Eber                        | * 1738, Jurist, † 1808                                                                                               |
| 1800                  | nach 1803       | Johann Andreas von Berg                    | nach 1803 ebenfalls Bürgermeister, * 1744, Jurist, † 1824                                                            |

### Bürgermeister des 19., 20. und 21. Jahrhunderts
Der Liste der Bürgermeister von Schweinfurt in den letzten zwei Jahrhunderten, liegt eine Aufstellung zugrunde, die von der Stadt Schweinfurt selbst erstellt wurde. Ergänzt wurde sie um die Bürgermeister vor 1818, die Schuberts Verzeichniß der Bürgermeister, Räthe und Gemeindebevollmächtigten der Stadt Schweinfurt entnommen wurden. Die Zweiten und Dritten Bürgermeister als Stellvertreter der Oberbürgermeister sind nur unvollständig ermittelbar.
Bemerkenswert sind die langen Amtszeiten der jeweiligen (Ober-)Bürgermeister. Insbesondere seit Inkrafttreten des Zweiten Gemeindeedikts von 1818 zeichnen sich die Schweinfurter Stadtoberhäupter durch sehr lange Zeiten im Amt aus. Spitzenreiter ist mit 45 Amtsjahren Carl von Schultes. Die Bezeichnung Oberbürgermeister wurde in den 1920er Jahren als Ehrentitel von der Staatsregierung verliehen, erst ab 1933 wurde die Bezeichnung fester Bestandteil des Amtes. Mit Gudrun Grieser wurde im Jahr 1992 auch erstmals eine Frau an die Spitze der Stadtverwaltung gewählt.
| Beginn Amtszeit | Ende Amtszeit | Name Bürgermeister       | Anmerkungen/Biografisches |
| --------------- | ------------- | ------------------------ | --- |
| 1800            | 1805          | Johann Andreas von Berg  | vor 1803 ebenfalls Bürgermeister, * 1744, Jurist, † 1824                                                                                  |
| 1797            | 1813          | Johann Caspar Cramer     | vor 1803 ebenfalls Bürgermeister, auch Johann Kaspar Cramer, * 1731, Jurist, Vormundschreiber, † 1805                                     |
| 1813            | 1829          | Johann Christoph Fichtel | † 1829 |
| 1829            | 1843          | Georg Christoph Kirch    | Rechtsrat 1821–1829, bürgerlicher Bürgermeister, † 1843                                                                                   |
| 1843            | 1845          | Carl Cramer              | * um 1797, rechtskundiger Rat 1830–1843, † 1886                                                                                           |
| 1845            | 1850          | August Stolle            | Jurist, Rechtsrat 1843, abgesetzt 1850 |
| 1852            | 1896          | Carl von Schultes        | auch Karl Schultes, Karl von Schultes, * 18. Oktober 1824 in Fröhstockheim, Jurist, Landtagsabgeordneter, † 20. November 1896 in Würzburg |
| 1897            | 1919          | Wilhelm Söldner          | * 1857, königlicher Hofrat, Ehrenbürger, † 1929                                                                                           |
| 1920            | 1933          | Benno Merkle             | * 15. Juli 1872 in Kellmünz an der Iller, Jurist, MSPD, † 30. Juli 1959 in Gräfelfing                                                     |
| 1933            | 1945          | Ludwig Pösl              | * 20. August 1903 in Scheinfeld, Kaufmann, NSDAP, von den Nationalsozialisten ernannt, † 12. April 1945 in Schweinfurt                    |
| 1945            | 1946          | Otto Stoffers            | * 1881, Fabrikdirektor, Prokurist, von der US-Militärregierung eingesetzt, † 1963                                                         |
| 1946            | 1955          | Ignaz Schön              | * 1882, Jurist, † 1957, SPD |
| 1956            | 1974          | Georg Wichtermann        | * 1909, SPD, Ehrenbürger, † 1997 |
| 1974            | 1992          | Kurt Petzold             | * 26. März 1936 in Schweinfurt, Jurist, SPD, Ehrenbürger, † 2020                                                                          |
| 1992            | 2010          | Gudrun Grieser           | * 5. März 1947 in Würzburg, Lehrerin, CSU, Ehrenbürgerin                                                                                  |
| 2010            | amtierend     | Sebastian Remelé         | * 1969 in Werneck, Jurist, CSU |

| Beginn Amtszeit | Ende Amtszeit | Name Bürgermeister |
| --------------- | ------------- | ------------------ |
| 1919            | 1933          | Fritz Soldmann     |
| 1952            | 1956          | Georg Wichtermann  |
| 1974            | 1996          | Herbert Müller     |
| 1996            | 2011          | Otto Wirth         |
| 2011            | 2014          | Klaus Rehberger    |
| 2014            | amtierend     | Sorya Lippert      |

| Beginn Amtszeit | Ende Amtszeit | Name Bürgermeister |
| --------------- | ------------- | ------------------ |
| 2011            | 2014          | Kathi Petersen     |
| 2014            | 2020          | Karl-Heinz Kauczok |
| 2020            | amtierend     | Ayfer Rethschulte  |